# Греки
Гре́ки, самоназва Елліни (грец. Έλληνες) — етнонім, що у різні часи мав різні значення. В стародавні часи — населення Балканського півострова і сусідніх островів (Мала Греція) або земель, які входили до сфери впливу держав, які розташовувались на цих землях (Велика Греція). Ще у 19 ст. в Австро-Угорській імперії греками називали, крім еллінів, також болгар, сербів і румунів.
Нині греками заведено вважати еллінів  — народ, основне населення Греції та Кіпру. Також чимало греків проживає у США — 1 213,8 тис., Німеччині — 370 тис., Канаді — 215,1 тис. осіб, Україні — 91,5 тис. та Росії — 97,8 тис. Мешкають також в інших країнах Європи, в Грузії, Вірменії, Казахстані.

## Історія

### Етимологія назви
Епонімом самоназви «елліни» був герой давньогрецької міфології Еллін, від нащадків якого Еола, Дора, Ксута та синів останнього Іона й Ахея пішли грецькі племена відповідно еолійців, дорійців, іонійців та ахейців. Назва «греки» прийшла до нас від римлян, які називали все населення Греції (тобто Еллади) іменем невеликого дорійського племені на західному узбережжі Епіру, з яким римляни вперше зіткнулись.

### Походження
Основу сучасного грецького етносу склала старогрецька етнічна спільність, яка почала складатися у другому тисячолітті до нашої ери після переселення на південь Балканського півострова, на острови Егейского моря і західне узбережжя Малої Азії протогрецьких племен: іонійців, ахейців, еолійців і дорійців, що асимілювали автохтонне населення — пеласгів.
У епоху грецької колонізації узбережжя Середземного і Чорного морів (8-6 століття до нашої ери) склалася загальногрецька культурна єдність. Назва елліни, що спочатку відносилася до племені, яке населяло Елладу (область у Фессалії), розповсюдилася на все грекомовне населення (перше вживання його в цьому сенсі — у 7 столітті до нашої ери).
Етнонім греки спочатку відносився до одного з племен у Північній Греції і відомий, зокрема, за назвами міст Грайя у Беотії і на острові Евбея. Потім він був запозичений римлянами, як припускають, від колоністів з евбейської Грайі у Кумах або в результаті контактів з населенням західного узбережжя Північної Греції і поширений на всіх еллінів. В період еллінізму, приблизно в 3 столітті до нашої ери, склалася і набула поширення загальногрецька мова койне, що витіснила місцеві діалекти.

### Формування нації

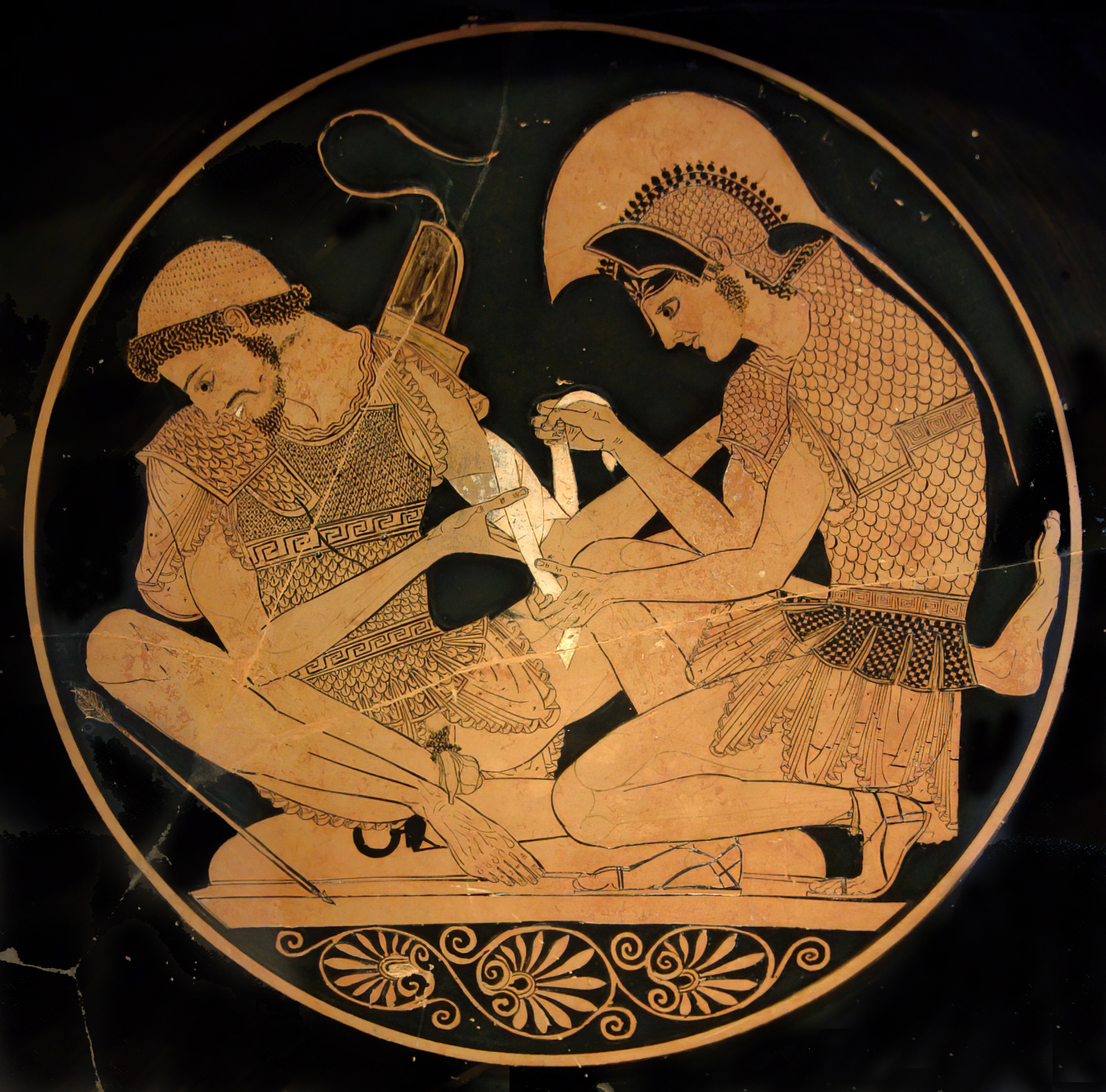
Сцена Троянської війни на червонофігурному кіліксі: ахейські герої Патрокл та Ахіллес, Вазописець Клеофрада, Старий музей в Берліні

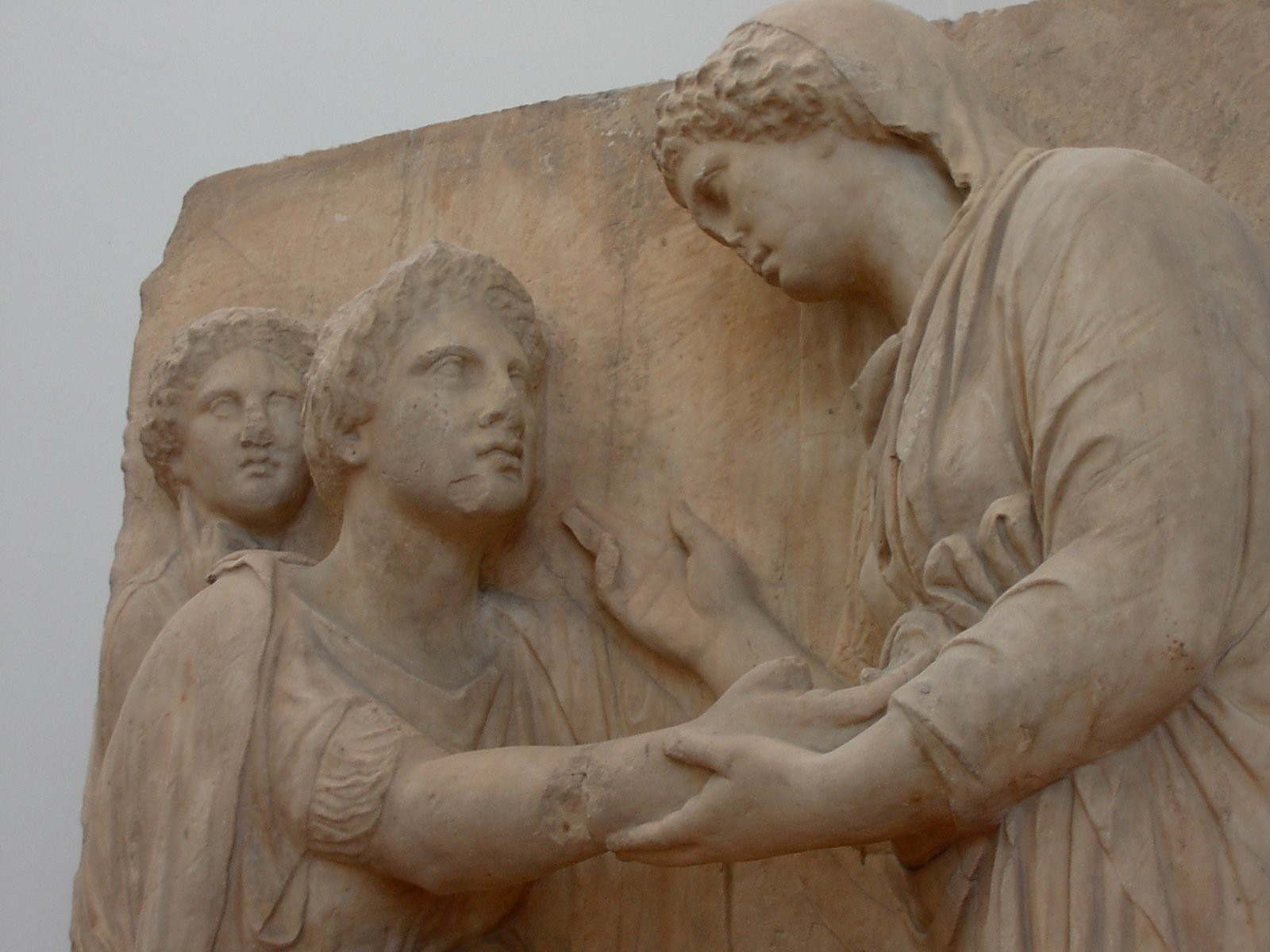
Родинна група на поховальній стелі з Афін, Національний археологічний музей Афін

У формуванні стародавніх греків і розвитку їхньої стародавньої культури, міст-держав велику роль відіграли мореплавство і морська торгівля, які розвинулися у цій місцевості Середземного моря завдяки давнім культурам Близького Сходу (шумерам, фінікійцям, вавилонянам, ассирійцям). Грецька культура надалі відіграла провідну роль у розвитку культури Європи і Близького Сходу, завдяки подальшому розвитку мореплавства і грецьким містам-колоніям, побудованим по всьому узбережжю Середземного і Чорного морів. Надалі ці міста стали основою для утворення Римської імперії (грецькою — Ромейська імперія). Поступово вони асимілювали мігруючих з півночі групи фракійців, іллірійців, кельтів, волохів, слов'ян та албанців.
Після падіння Візантійської імперії під ударами хрестоносців і її залишку — грецьких держав (Трапензуд, Нікейська імперія тощо), під ударами Османської імперії вплив грецької культури дещо зменшився, але все одно грецька мова і культура (як язичницька так, і християнська) продовжували довгий час відігравати значну роль у житті народів Європи і Середземномор'я. Досить згадати, що до середини 19 століття греки і грецька мова відігравали важливу роль у торгівлі, дипломатії і владних структурах Османської імперії (особливо її православних земель).
Османське панування на грецьких землях (15 століття — перша половина 19 століття) залишило значний слід у матеріальній культурі і мові греків. Наприкінці 18 століття серед греків почався національно-визвольний рух, що сприяв подоланню обласних відмінностей. Внаслідок національно-визвольної революції 1821—1829 років була створена сучасна Грецька Республіка.

## Культура

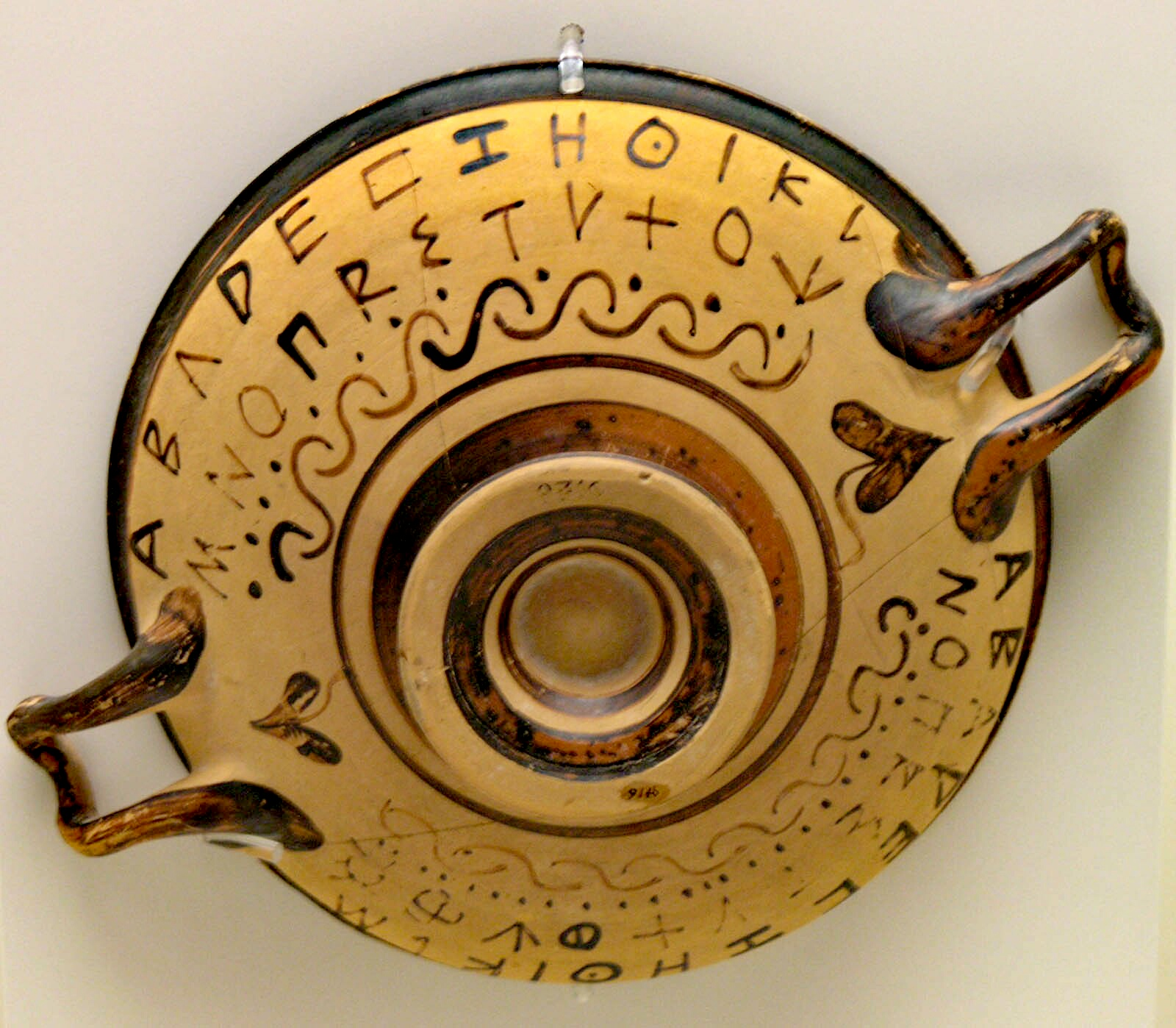
Грецька абетка на чорнофігурному кіліксі, Національний археологічний музей Афін

### Мова
У межах західної діалектної області індоєвропейських мов грецька мова перебувала у найтісніших генетичних зв'язках з давньомакедонською мовою. В історії грецької мови виділяють три основні періоди: давньогрецький (від 14 ст. до н. е. до 4 ст. н. е.); середньогрецький (5-15 ст.) і новогрецький (від 15 ст.). Писемність на основі грецької абетки. Літературна мова стандартизована з середини 19 століття — дімотична грецька.
Найважливіші діалекти грецької мови: понтійський діалект, каппадокійський діалект, цаконський діалект, єврейсько-грецький діалект.

### Господарство
У сільсько-господарських районах греки вирощують високотоварні субтропічні культури, перш за все оливки і виноград, а також цитрусові, горіхи, тютюн. Серед зернових культивуються пшеницю, просо, ячмінь, кукурудзу, овес, жито. Основні землеробські райони — Фессалія, Македонія, Пелопоннес і острови. Вигінне скотарство (переважно в Епірі) має традиційний м'ясо-вовняний напрям (головним чином вівці і кози). На узбережжі і островах греки займаються мореплаванням, рибальством, добуванням молюсків. У багатогалузевій промисловості зайнята 1/5 населення, що працюють по найму. Розвинені народні ремесла і художні промисли — гончарна, ковальська справа, домашнє ткання, вишивка, килимоткацтво. В останні десятиліття зростає частка населення, зайната у сфері послуг, особливу у галузі туризму.

### Житло

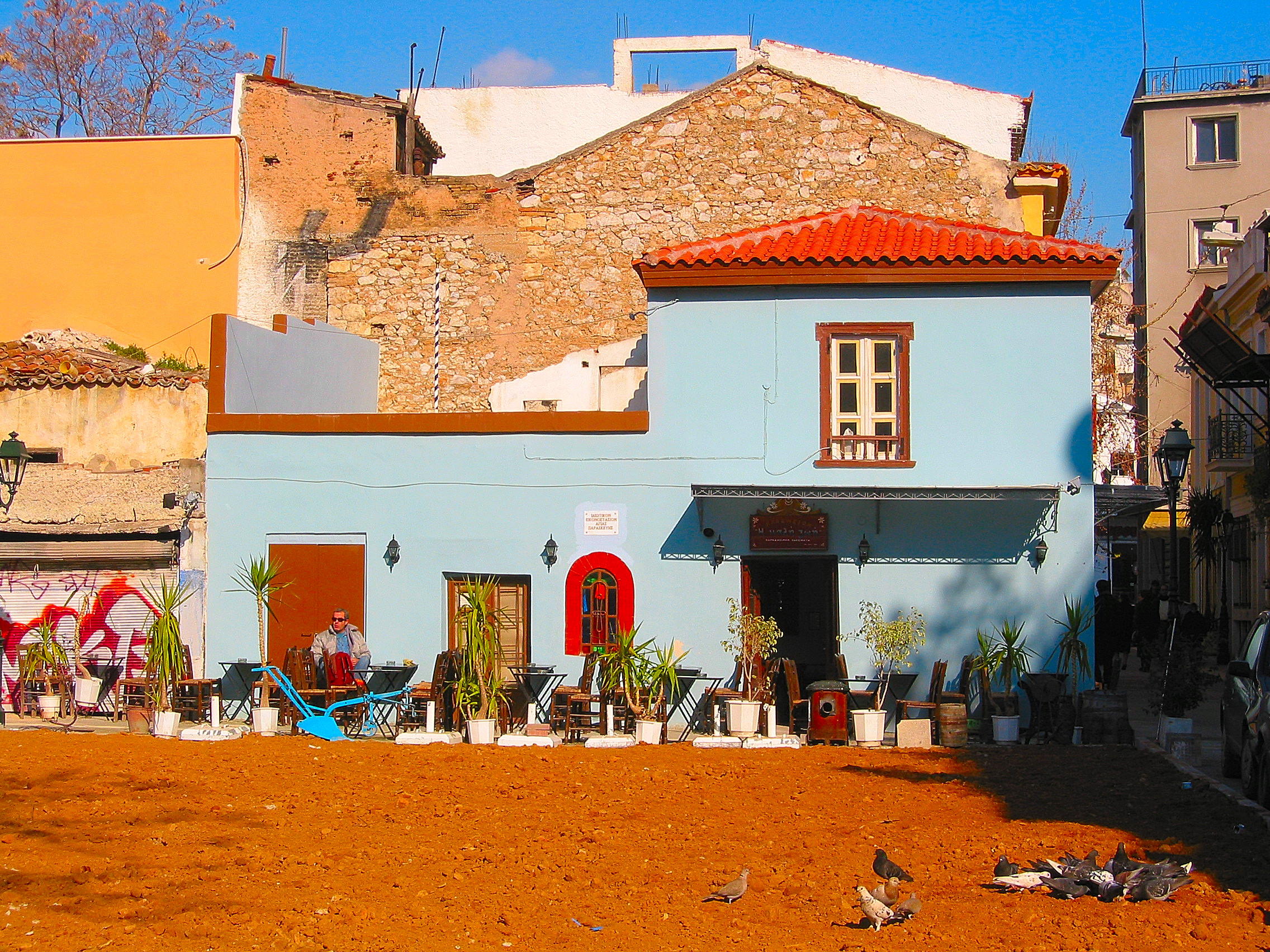
Кольори афінського історичного району Плака

Забудова старих міст і сіл Греції скупчена. Вузькі вулиці в'ються між будинками. Будинки декількох традиційних типів:
- середземноморський (гористі райони материкової Греції) — кам'яний двоповерховий будинок (нижній поверх для худоби і господарських приміщень, верхній — житловий) із зовнішніми драбинами, довгими балконами і двосхилим дахом;
- левантійський (Пелопоннес і острови) — одно-, півтора- або двоповерховий будинок із каменя або глини, із пласким, купольним або конусоподібним дахом;
- паннонський — одноповерховий будинок із житловими і господарськими приміщеннями, витягнутими в одну лінію під загальною крівлею;
- орієнтальний (Північна Греція) — двоповерховий будинок із внутрішніми драбинами, нижнім кам'яним поверхом для господарських приміщень і верхньою рамною конструкцією, що створюють закритий балкон — еркер.

### Національний одяг
В основі традиційного костюма (має багато варіантів, зберігся лише у фольклорному реквізиті) — стародавній загальнобалканський елемент — плечовий орний або глухий одяг. Жінки носили сукні в талію, багато орнаментовані фартухи, на північному сході — закритий сарафан, на північному заході — орний одяг безрукавки. Характерні металеві прикраси і вишивки, широкі пояси зі срібними і позолоченими пряжками, полотенчаті головні убори (разом з ними — хустки і маленькі шапочки).
Чоловічий костюм мав декілька варіантів: фустанелла — коротка (вище за коліна) і широка (до ста клинів) біла спідниця і яскрава коротка куртка із золотим галуном і рукавами (служить парадним одягом елітних загонів президентської гвардійції — евзонів). Враки — чорні штани із широким кроком по коліна і вузькими штанинами, що обтягують ногу нижче від коліна, короткий чорний жилет і капелюх з полями або головна пов'язка. Фареон — яскраво-червона шапочка із довгою китицею.

### Національна кухня

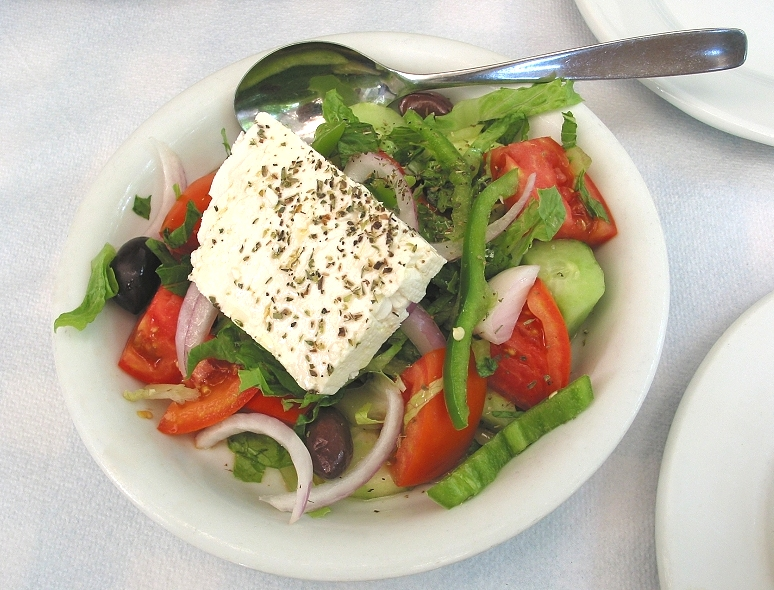
грецький салат

Грецька кухня типово середземноморська, використовує головним чином рослинні інгредієнти та майже суто оливкову олію. З м'яса найпопулярніша баранина. Використовується багато риби та морепродуктів. Дуже часто до страв додаються фета та мариновані оливи. Традиційні грецькі напої — різноманітні вина, серед суто грецьких міцних напоїв — узо, метакса. Автентично грецький — прохолодний кавовий напій фрапе.
Зі стародавніх часів у грецькій кухні збереглись сочевичний суп, вино рецина; в добу еллінізму та римську добу готували луканіко, у Візантії винайшли фету та ботаргу. В період османського панування виникли типово східні страви мусака, цацикі, кофта, бурек, долма. Справжнім символом сучасної грецької кухні став грецький салат.

### Традиції
Серед усіх релігійних конфесій у Греції домінує Грецька православна церква, за оцінками Державного департаменту, 98 % громадян Греції ідентифікують себе православними. Тому традиційні свята тісно пов'язані чи то із православ'ям, чи то із пережитками давньогрецького політеїзму — Різдво, Апокрієс, який супроводжується барвистими обрядами, карнавальними гуляннями, Великдень, травневе свято. Новорічні календи в Греції присвячені не святому Миколаю, а святому Василю, тому і різдвяний святий зветься Айос Василіс.
Зберігся багатий історичний фольклор — пісні, оповіді, плачі, клефтські пісні, що оспівують борців за незалежність. Розвинені танцювальне і музичне мистецтво. Найбільш широко відомий народний танець хасапіко та його різновид сіртакі, музику якого написав грецький композитор Мікіс Теодоракіс для художньої стрічки «Грек Зорба», нерідко він помилково вважається народним, оскільки став справжньою візитівкою греків.
Народні музичні інструменти — п'ятиструнна ліра, авлос (очеретяна флейта); популярні гайда (рід волинки) і струнні бузукі. Численні античні і середньовічні пам'ятники Греції — предмет національної гордості греків, Афінський акрополь із Парфеноном — національний символ.

## Грецька діаспора
Грецька еміграція на Захід почалася ще до 1453 — року падіння Константинополя — а саме в останньому десятилітті 14 століття, коли загроза нападу османів на Візантію ставала дедалі реальнішою. В десятиліття до та після 1453 року рух переселення набув таких розмірів, що перебування греків поза межами свого етнічного середовища стали називати діаспорою. Еміграція продовжувалася протягом усього періоду османського панування. Колонії, засновані греками-переселенцями у Західній та Центральній Європі, складалися із представників усіх соціальних верств — інтелігенції, дипломатів, видавців, купців, ремісників, артистів, священників, найманих робітників і солдат. Проте попри такий різноманітний професійний склад, на новому місці всі вони ставали купцями чи власниками магазинів. Головною причиною створення нових колоній, що виникли наприкінці 18 — на початку 19 століття, стала торгівля. Еміграція на цьому етапі носила здебільшого комерційний характер. У результаті на початку 19 століття грецькі торговельні колонії існували у країнах Західної та Центральної Європи, на півночі Балкан і в Південній Росії. Греки розселились у Єгипті, Індії та навіть Америці. Ці колонії набули розвитку після Грецької революції 1821—1829 років.
Перебуваючи у чужій країні, грецькі переселенці, як правило, не припиняли контакту зі своїми співвітчизниками, селилися компактно й об'єднувалися у громади подібно самокерованим громадам у самій Греції зі своїми храмами, священиками, школами, лікарнями, друкарнями. Громади мали статут, за яким визначалися права й обов'язки їхніх членів, наприклад, перераховувати певні суми грошей на підтримку церкви, школи, лікарні тощо. Ці гроші надходили у вигляді податку на ввезені товари чи товари, що вивозились грецькими торговцями. Об'єднання у громади було дуже важливим явищем в історії греків діаспори, оскільки вони навчалися самоврядуванню та самостійному прийняттю рішень, ці організаційні центри пізніше виявилися корисними під час підготовки Грецької революції 1821—1829 рр., а також дозволили зберегти своє етнічне середовище та релігію. Єдине, що об'єднувало усіх колоністів — це любов до їхньої першої батьківщини.
Найчисленнішими були грецькі торговельні колонії у Нідерландах, Австрійській імперії та Італії. Переселенці відкривали комерційні підприємства і, використовуючи місцеві можливості, здійснювали велику частину зовнішньої торгівлі тих країн, що прийняли їх: наприклад, у Венеції з давньою процвітаючою грецькою колонією чи в Амстердамі, де в 1730 р. грекам, євреям і вірменам були надані такі ж торговельні привілеї, як і голландським підданим. З цього часу іноземні купці замінили голландців у торгівлі Леванта, й Амстердам став основною базою грецьких купців у Західній Європі. Саме ці колонії відіграли найважливішу роль у розвитку національної свідомості греків.

## Греки в Україні

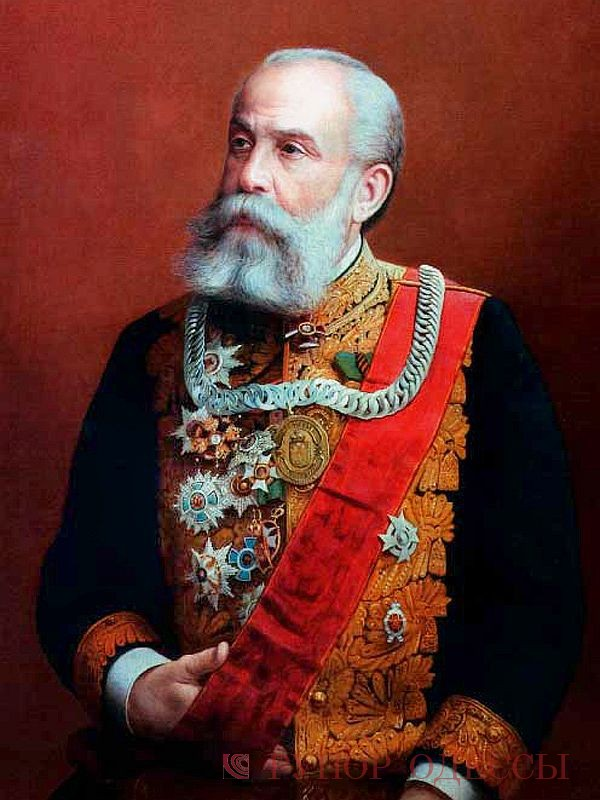
Григорій Маразлі, одеський міський голова, підприємець, мільйонер, грецький патріот та філантроп

Згідно з переписом 2001 року в Україні мешкало 91 548 греків (98,6 тис. у 1989 р.). Вони переважно живуть в надазовських районах Донецької області і деяких містах півдня країни, зокрема: Одесі, Миколаїві, Ізмаїлі, Акермані, Рені, Кам'янці-Подільському.
Переселення греків відбувалося у давні часи (деякі найдавніші міста зберігають назви античного походження). Згодом важливого значення набули спільні релігійні, економічні та культурні зв'язки Давньоруської держави із Візантією. Утвердження християнства («грецької віри») на Русі супроводжувалося створенням відповідної церковної організації (митрополії), в якій на початковому етапі провідну роль відігравали греки. Першу руську єпархію, яка виникла у другій половині 9 століття очолював грек Михайло Сирин. Митрополити-греки були авторами низки полемічних та моралістичних творів і мали заслужений авторитет серед сучасників на Русі.
Церковно-культурні зв'язки тривали і в наступні століття, майже до 20 століття, зокрема через Київську Академію (з 19 століття — Духовну Академію), колегії і духовні семінарії, в яких навчалося багато греків. У Києві, Ніжині й інших містах існували грецькі громади.
У другій половині 18 століття греки входили до складу військових поселень Півдня. Згодом частина їх увійшла до міського населення як купці і ремісники. Найкомпактніший етнічний масив грецького населення було утворено у Північному Приазов'ї наприкінці 1770-х років греками-переселенцями з Криму (близько 18 тис. осіб), після проголошення його незалежним ханством. Грецьке населення Криму формувалось впродовж тривалого часу за рахунок вихідців із Греції (6 ст. до н. е.) та інших, пізніших етнічних компонентів, про що свідчить їх етнічна неоднорідність.
Пізніше у 1829 році грецькими переселенцями із Османської імперії було засновано село Анадоль. Серед Греки приазовських греків уруми чисельно переважають, їх налічується близько двох третин.
Однією з найвідоміших була грецька громада Одеси, заснована у 1794 році, яка зростала за рахунок емігрантів з Греції і відігравала значну роль не лише у міжнародній торгівлі, розвитку міста, його економіки і культури, але й у долі самої Греції. Загальногрецька таємна організація грецьких патріотів «Філікі Етерія» була заснована саме в Одесі і поширила свою діяльність на всю Елладу. Керівником спілки 3 1820 року був Іпсіланті Олександр Костянтинович. Вже 1921 року він сформував повстанську армію і здійняв антиосманське повстання у Молдові, що стало сигналом до початку Грецької революції 1821—1829 рр.
На сучасному етапі уряд Греції всіляко вітає підтримку та розвиток культурних зв'язків із грецькими громадами України, нещодавно 11 березня 2009 року у Грецькому парламенті відбулись колегіальні слухання за участю спеціального комітету у справах греків країн СНД. При номархії Салонік створений Центр дослідження та розвитку грецької культури країн Причорномор'я «Маврі Таласса», найактивнішими діячами якого є Фрасос Евтіхідіс та Янніс Каріпідіс.

### Греки Приазов'я

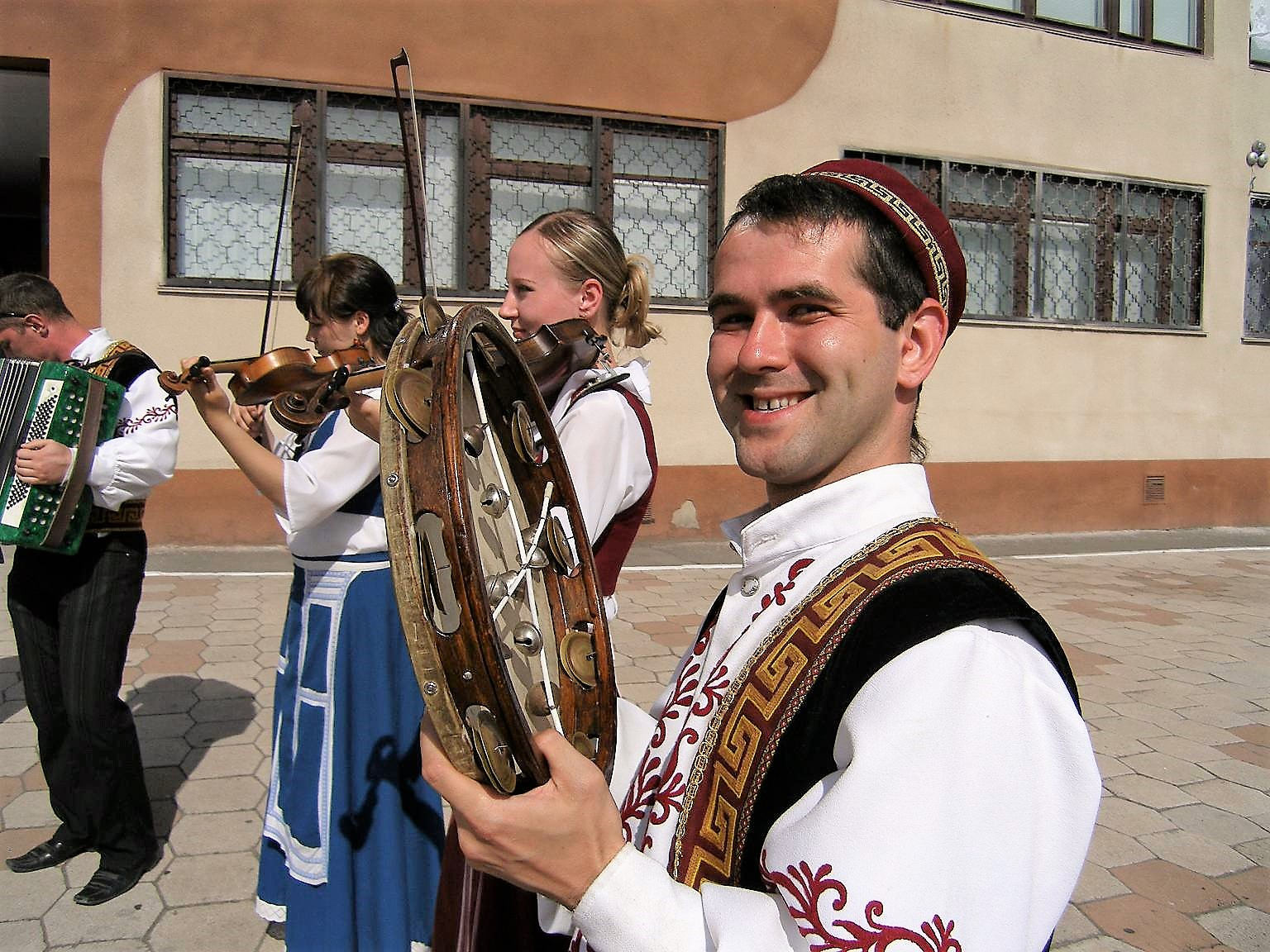
Греки Приазов'я

У Північному Приазов'ї відомі дві лінгвістичні групи етнічних греків:
- румеї (у розумінні підлеглі Римської імперії), що розмовляють румейською мовою;
- уруми (тюркська калька назви румеї) — належать до тюркської мовної групи, спілкуються урумською мовою.

На новому місці греки-елліни (румеї) заснували: місто Маріуполь і 12 сіл біля нього: Сартана, Чермалик, Каракуба, Нова Каракуба, Малоянисоль, Стила, Волноваха, Константинополь, Великий Янисоль, Чердакли, Ялта й Урзуф. Греки-татари (уруми) заснували 10 сіл: Старий Крим, Карань, Ласпа, Бешеве, Багатир, Улакли, Комар, Чердакли, Мангуш.
Місто Маріуполь — центр українського еллінізму, тут базується Федерація грецьких товариств України, яка сьогодні об'єднує 102 грецьких товариства з 19 областей України. Визначними подіями культурного життя греків Приазов'я та всього Донецького краю є проведення Еллінського фестивалю — Міжнародний фестиваль грецької культури «Мега-Йорти» ім. Д. Патричі — та Фестиваль грецької пісні імені Тамари Каци.
До найвідоміших науковців України грецького походження належить доктор економічних наук, професор, академік Академії економічних наук України Брітченко Ігор Геннадійович, котрий також відомий і тим, що є одним з небагатьох науковців колишнього СРСР зміг підтвердити свій науковий ступінь у Міністерстві освіти і релігій Грецької республіки. Брітченко І. Г. брав активну участь у роботі Донецького товариства греків, Союзу греків України, Федерації грецьких товариств України. Пізніше ним були засновані: товариство греків Сумської області та Полтавське обласне товариство греків «Грецька діаспора». Протягом 2012—2013 років Полтавському товариству греків за місцем роботи його засновника — Брітченко І. Г. вдалося організувати курси грецької мови при Міжгалузевому інституті підвищення кваліфікації Полтавського університету економіки і торгівлі.

## Великі греки
23 лютого 2009 року на грецькому загальнонаціональному телеканалі Skai TV стартувало опитування «Великі Греки» (грец. «ΜΕΓΑΛΟΙ ΕΛΛΗΝΕΣ»), в якому взяло участь понад 700 тисяч 11-мільйонного населення країни. Десятка найвидатніших греків, за думкою самих греків, має такий вигляд:
1. Александр Македонський (127 тисяч голосів);
2. Георгіос Папаніколау (104 тисячі голосів)
3. Теодорос Колокотроніс (84 тисячі голосів)
4. Константінос Караманліс (64 тисячі голосів)
5. Сократ (63 тисячі голосів)
6. Аристотель (59 тисяч голосів)
7. Елефтеріос Венізелос (56 тисяч голосів)
8. Іоанн Каподистрія (51 тисяча голосів)
9. Платон (46 тисяч голосів)
10. Перикл (36 тисяч голосів)